# Aculicoxa striata
Aculicoxa striata är en stekelart som beskrevs av Ian D. Gauld 1984. Aculicoxa striata ingår i släktet Aculicoxa och familjen brokparasitsteklar. Inga underarter finns listade i Catalogue of Life.